# إل توكويو
إل توكويو هي مدينة، في فنزويلا، تقع في Morán Municipality ‏، بلغ عدد سكانها 41,327 نسمة وذلك حسب إحصائيات سنة 2001، تبلغ مساحتها 2,231,000,000 متر مربع (2,231 كـم2).

## مدن توأم
المدن التوأم:
- أريكوبيا.

## أعلام
- مريم حبش
- ليساندرو ألفارادو
- خوان دي كارفاغال
- خوليو غارمنديا